# 熊谷貞俊
熊谷 貞俊（くまがい さだとし、1945年1月1日 - ）は、日本の工学者（非線形システム論・離散事象システム論）、政治家。学位は工学博士（大阪大学・1975年）。大阪大学名誉教授、大阪経済法科大学教養部客員教授。
衆議院議員（1期）、国民の生活が第一衆議院議員会長、大阪大学大型計算機センター研究開発部部長、大阪大学大学院工学研究科教授などを歴任。

## 来歴

### 生い立ち
大阪府豊中市出身。灘中学校・高等学校よりサッカーを始め、東京大学工学部に入学後はア式蹴球部に所属。学生時のサッカーのポジションはフォワードであった。
東大卒業後は大阪大学大学院基礎工学研究科に入学して修士課程および博士課程を修了した。大阪大学にて助手、助教授、教授などを務めるとともに、大型計算機センター研究開発部の部長などを務めた。また、その間、カリフォルニア大学バークレー校電子工学研究所にも籍を置いた。

### 大阪府知事選挙
2008年1月に行われた大阪府知事選に民主党・国民新党・社民党の推薦で出馬した。選挙戦でのあだ名は、「熊ちゃん」・「大阪のガリレオ」。
民主党の2007年参院選のマニフェストと同様の「府民の生活が第一」を掲げ、以下の四つを重点テーマとした。
- 行政改革による採取削減
- 大阪の力
- 大阪の優しさ
- 大阪の夢

具体的な政策としては
- 特別区制定による大阪市の府市二重行政の是正
- 雇用増加による府民所得の50万円アップ
- 京阪神大都市圏交通網の整理
- 大阪都市再生環状道路の整備
- 新幹線の梅田（大阪駅）乗り入れ

など。
自民党や公明党大阪府連の支援を受けた橋下徹に敗れ落選。

### 衆議院議員
2009年8月、第45回衆議院議員総選挙に民主党公認で比例近畿ブロックより単独立候補し、当選。
2012年の消費増税をめぐる政局では、6月26日の衆議院本会議で行われた消費増税法案の採決で、党の賛成方針に反して反対票を投じた。7月2日には山岡賢次らを介して離党届が提出された。民主党は7月3日の常任幹事会で離党届を受理せず除籍処分とする方針を決定し、7月9日の常任幹事会で正式決定した。
同年7月11日、国民の生活が第一結党に参加した。12月16日の第46回衆議院議員総選挙に日本未来の党公認で比例近畿ブロックより単独13位で立候補するが落選。

## 政策・主張
- 永住外国人の地方参政権に賛成[16]。
- 朝鮮学校授業料無償化に賛成しており、衆議院北朝鮮による拉致問題等に関する特別委員会に招かれて無償化反対を述べる拉致被害者家族らに対して、「無償化は子供たちを支援するもので、嫌がらせをすれば国の姿勢が問われかねない」と批判した[17]。
- 選択的夫婦別姓制度導入に賛同する[18]。

## 家族・親族
- 父・熊谷三郎 ‐ 大阪帝国大学教授、愛媛大学学長。[19]
- 実兄は第12代大阪大学総長、兵庫県立大学学長の熊谷信昭。
- 姉・澄子 ‐ 西村俊一 (実業家)の弟・西村四郎（サクラクレパス役員）の妻
- 姉・慶子 ‐ 出光計助の子・出光謙介（出光興産役員）の妻[20]
- 家族は妻と一男二女。

## 略歴
- 1957年3月：豊中市立桜塚小学校卒業
- 1960年3月：灘中学校卒業
- 1963年3月：灘高等学校卒業
- 1968年3月：東京大学工学部電気学科卒業
- 1970年3月：大阪大学大学院基礎工学研究科物理系専攻修士課程修了
- 1975年3月：大阪大学大学院基礎工学研究科物理系専攻博士課程修了
- 1975年4月：大阪大学助手
- 1979年10月：カリフォルニア大学バークレー校電子工学研究所客員研究員
- 1988年2月：大阪大学助教授
- 1990年1月：大阪大学教授（大学院工学研究科電気電子情報工学専攻電気電子システム工学部門システム・制御工学講座）
- 2007年12月：大阪大学教授退任
- 2008年1月：2008年1月27日投開票の大阪府知事選挙に出馬、落選。
- 2008年4月：大阪経済法科大学客員教授
- 2009年8月：衆議院議員に当選
- 2011年2月：民主党政権交代に責任を持つ会に入会。民主党会派として衆議院科学技術・イノベーション推進特別委員会理事でもある。
- 2012年7月：国民の生活が第一の結党に参加。党衆議院議員会長に就任。
- 2012年12月：第46回衆議院議員総選挙に日本未来の党公認で出馬、落選。

## 著作

### 共著
- 『ペトリネットによる離散事象システム論』（薦田憲久との共著、コロナ社、1995年）

### 博士論文
- 『非線形抵抗回路網の解析に関する研究』（工学博士、甲種、大阪大学、1975年）

### 科研費
- 『医用3次元画像再構築とそのデータベース化に関する研究』（大阪大学、1996年）
- 『環境負荷を考慮した協調的市場メカニズムにもとづく熱電エネルギーシステムの最適運用』（大阪大学、2008年）

### 論文
- CiNii>熊谷貞俊